# Бочаги
Бочаги (до 1946 — Шлоссберг (нем. Schloßberg)) — посёлок в Черняховском районе Калининградской области. Входит в состав Свободненского сельского поселения.

## География
Посёлок расположен в срединной части Калининградской области, на реке Голубой (левом притоке Преголи), примерно в 16 км по прямой к западу от районного центра, города Черняховска. Ближайшая ж/д-станция — Междуречье — находится в одноимённом пристанционном посёлке примерно в 2 км к северо-востоку.

## История
До 1946 года посёлок носил название Шлоссберг (Замковая гора).
Бывшее прусское городище XI—XIII в.в., которое выполняло функции святилища. Размеры площадки 350×250 м, высота от уровня реки 19 м. С напольное стороны укреплено двумя валами: внешний высотой 12 м и внутренний высотой 5. Часть территории занята небольшим посёлком, состоящим из 3-х дворов.
В 1011 г. главное святилище пруссов, располагавшееся у современного посёлка Липовка Багратионовского района было разрушено королём Польши Болеславом Храбрым, мстившим за гибель святого Адальберта. После этого святилище было перенесено в глубь прусских земель — в Надровию. В 1272 г. около этого места был, предположительно, схвачен и казнён лидер прусского восстания Геркус Мантас. Сама крепость была взята Конрадом фон Тирбергом в 1275 г.
В «Хронике земли Прусской» Пётр из Дусбурга так описывает Ромове:
Было же посредине этого погрязшего в пороке народа, а именно в Надровии, одно место, называемое Ромов, ведущее название свое от Рима, в котором жил некто по имени Криве, кого они почитали, как папу, ибо как господин папа правит вселенской церковью христиан, так и по его
воле или повелению управлялись не только вышеупомянутые язычники, но и литвины и прочие народы земли Ливонской. Такова была власть его, что не только он сам или кто-либо из сородичей его, но даже гонец с его посохом или с другим отличительным знаком, проходя по пределам вышеупомянутых язычников, был в великом почете у королей, нобилей и простого люда. Хранил он также по древнему обычаю негасимый огонь.Пётр из Дусбурга, Хроника земли Прусской
В этом месте берега реки Голубой достаточно круты, а сама она образует крутую и практически круговую излучину, представляющую собой идеальное оборонительное укрепление. Попасть в посёлок можно только с одной стороны, но в этом месте сохранились два оборонительных вала, прикрывавших поселение с северного направления со стороны суши. Расстояние между валами 50 м. Внешний вал выше, чем внутренний.

Ряд историков относит к Бочагам место гибели одного из предводителей восстания пруссов 1260-1274 гг. против Тевтоноского ордена Геркуса Монте. В соответствии с данной версией место казни попавшего в плен Геркуса рыцарями было выбрано намеренно с целью осквернения святилища.

## Население
| 1910 | 2002 | 2010 |
| ---- | ---- | ---- |
| 76   | ↘29  | ↘20  |

## Интересные факты
- По одной из версий, в 1273 году в Шлоссберге крестоносцами Тевтонского ордена был казнён руководитель восстания пруссов Геркус Мантас.
- Окрестности Бочагов — вероятное место расположения главного прусского святилища (Ромове) земли Надровия[5] (на холме, с трех сторон огибаемом рекой Голубой (ранее река Ауксинне)).
- 19 (30) августа 1757 года у деревни Гросс-Егерсдорф (ныне не существует) состоялось сражение между 28 тыс. прусских солдат под командованием фельдмаршала Левальда и 55 тыс. русских под командованием фельдмаршала С. Ф. Апраксина. Явилось первым крупным сражением с участием русской армии в Семилетнюю войну. Левый фланг русских войск опирался на реку Ауксине (приток реки Прегель, нем. Auxine, ныне р.Голубая) близ замка Шлоссберг (нем. Schlossberg, ныне н.п. Бочаги). Часть русских тыловых подразделений (лекарская команда, фуражиры) располагались непосредственно в замке. А само сражение разворачивалось в прямой видимости от него.